# Wyspa Ptasia
Wyspa Ptasia (hiszp. Isla de Aves) – wyspa na Morzu Karaibskim, leżąca na zachód od archipelagu Wysp Nawietrznych. Wyspa ma 375 metrów długości i poniżej 50 m szerokości, najwyższe wzniesienie osiąga 4 m n.p.m. Formalnie należy do Wenezueli wchodząc w skład Dependencji Federalnych, jednakże roszczenia wobec wyspy zgłasza także Dominika. Od 1978 jest stale zamieszkana przez naukowców, głównie ornitologów oraz personel wojskowy; istnieje na niej baza Simón Bolívar.
Nazwa wyspy nawiązuje do licznych na niej kolonii ptaków, wyspa jest także schronieniem dla żółwi zielonych (Chelonia mydas).

## Historia
Wyspa została odkryta w 1584 roku przez Avarro Sanzze, lecz nie została zasiedlona. Roszczenia do niej zgłaszały Wielka Brytania, Hiszpania, Portugalia i Holandia. W latach 1878–1912 była okupowana przez Amerykanów, którzy pozyskiwali na niej guano. Opuścili ją po wyczerpaniu złóż. Wyspa Ptasia została formalnie przyłączona do Wenezueli w 1895 roku, a od 1905 jest częścią Dependencji Federalnych. Dominika i inne państwa karaibskie podnoszą na forum ONZ, iż roszczenia Wenezueli do rozszerzenia strefy ekonomicznej (200 mil morskich wokół wyspy) są nielegalne z punktu widzenia prawa międzynarodowego. W roku 1980 huragan Allen podzielił wyspę na dwie części, jednakże naturalne procesy scaliły ją wkrótce ponownie.